# Ableg

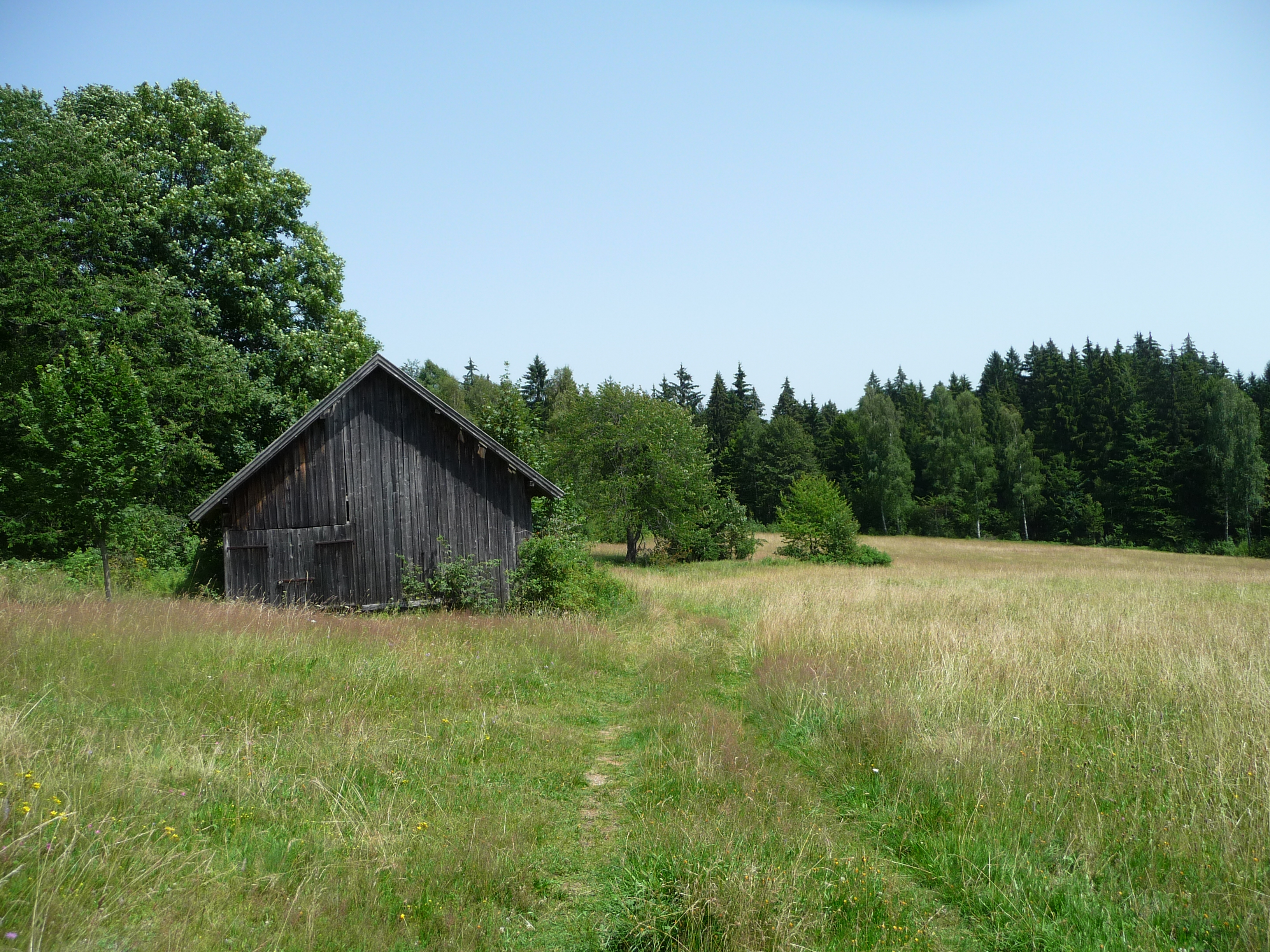
Die Ableg im Jahr 2009. Der Stadel im Vordergrund wurde 2011 abgerissen.

Ableg ist ein abgegangener Weiler in der Stadt Zwiesel im niederbayerischen Landkreis Regen.

## Lage
Die Ableg liegt etwa zwei Kilometer nordnordwestlich von Zwiesel beim Ortsteil Rabenstein in einer Höhenlage von 750 Metern. Von Rabenstein aus führen der Kaisersteig und davon abzweigend der Rabensteig hierher.

## Geschichte
In Ableg lebten Glasmacher und Aschenbrenner, die für die Glashütte in Rabenstein arbeiteten. Nach dem Tod des jungen Glashüttengutsbesitzers Max von Kiesling veräußerten die Erben Gut Rabenstein im Jahr 1847 an den Staat. Auf die Glasmacherfamilien folgte auf der Ableg die Holzhauerfamilie Schmid.
Zur Ableg gehörten 12 Tagewerk Grund, den die Familie vom Forstamt gepachtet hatte. Nach dem Zweiten Weltkrieg wurde der Wald unterhalb der Ableg abgeholzt, wodurch der Blick zum Kleinen und Großen Rachel frei wurde. 1951 ließ das Forstamt Rabenstein oberhalb des Wohnhauses einen Stadel erbauen, nachdem zwei kleine Städel abgerissen worden waren. 
Bis zuletzt musste das Wasser aus einem 700 Meter entfernten Brunnen geholt werden, es war auch kein Stromanschluss vorhanden. Josef Schmid zog 1962 nach der Hochzeit weg, Toni Schmid verzog Ende 1966 nach Rabenstein. Die letzten Bewohner der Einöde waren nun deren früh verwitwete Tante Adelheid Schmid und deren Enkelin Michaela. Sie verließen die Einöde 1968, bald darauf wurde das dem Staatsforst gehörende Wohnhaus abgebrochen.
Lediglich der Stadel blieb erhalten. Er diente dem Forstamt als Unterstellraum für Geräte und als Lager für Wildheu. In den letzten Jahren wurde er nicht mehr unterhalten und verfiel zusehends, bis er im Sommer 2011 abgerissen werden musste.